# Impulse (Star Trek)
Impulse is de 56e aflevering van de serie Star Trek: Enterprise van 97 afleveringen in totaal. 
Seizoen drie van deze serie heeft één grote verhaallijn, die het gehele seizoen voortduurt (zie seizoen drie), met meerdere plots. Deze aflevering is dus slechts één onderdeel van dit verhaal.

## Verloop van de aflevering
T'Pol wordt op de USS Enterprise NX-01 vastgehouden in de ziekenboeg, terwijl ze schreeuwt en het verwijt maakt dat onder andere kapitein Archer een moordenaar is. Een dag daarvoor gaat het verhaal verder. De Enterprise bevindt zich voor een apart bewegend asteroïdenveld als ze een noodsignaal ontdekken van het Vulcaans schip de “Seleya”. Als ze het schip binnengaan blijkt dat alle 147 bemanningsleden geen (emotionele) remmingen te hebben en zijn ze dusdanig agressief dat het team van de “Enterprise” in levensgevaar is. Ook T'Pol heeft steeds meer moeite om haar emoties onder controle te houden.  
Op de Enterprise wordt intussen geprobeerd om trellium te bemachtigen, een stof die in het veld voorkomt. Het proces blijkt echter vrij lastig te zijn. Uiteindelijk krijgen Tucker en Mayweather het voor elkaar 60 kilogram trellium-D te maken, genoeg om een deel van het schip te coaten. Dat is belangrijk, omdat de Enterprise dan minder gevoelig wordt voor plotselinge graviteitsveranderingen. 
Ondertussen gaat de gezondheid van T’Pol verder achteruit en wordt ze steeds agressiever en achterdochtiger. Ze neemt zelfs Archer onder schot. Onderzoek van Phlox wijst uit dat de vulcaanse bemanning niet meer te redden is; ze zijn te ver heen en stervende. Alleen T’Pol is nog te redden als ze onmiddellijk wordt terruggebracht naar de “Enterprise”.  
Vlak voordat de “Sulaya” explodeert door toedoen van de vulcaanse bemanning weet het team van de “Enterprise” ternauwernood te ontsnappen. Weer terug op het schip geeft Archer de order dat de gesynthetiseerde trellium veilig opgeborgen moet worden; Vulcans blijken niet tegen de stof bestand te zijn. T'Pol heeft daar moeite mee. Ze wil niet dat de gehele Enterprise gevaar loopt door haar aanwezigheid, maar Archer blijft bij zijn standpunt. Desondanks is het maar de vraag in hoeverre T'Pol haar emotionele toestand weer kan herstellen.

## Achtergrondinformatie
- De teaser van deze aflevering is extreem kort; ongeveer 18 seconden.

## Acteurs

### Hoofdrollen
- Scott Bakula als kapitein Jonathan Archer
- John Billingsley als dokter Phlox
- Jolene Blalock als overste T'Pol
- Dominic Keating als luitenant Malcolm Reed
- Anthony Montgomery als vaandrig Travis Mayweather
- Linda Park als vaandrig Hoshi Sato
- Connor Trinneer als overste Charles "Trip" Tucker III

### Gastrollen
- Sean McGowan as F. Hawkins

### Bijrollen

#### Bijrol zonder vermelding in de aftiteling
- Carol Abney als bemanningslid van de Seleya
- Joey Anaya als bemanningslid van de Seleya
- Geneviere Anderson als bemanningslid van de Enterprise
- Steve Blalock als bemanningslid van de Seleya
- Daphney Dameraux als bemanningslid van de Enterprise
- Ian Eyre als bemanningslid van de Seleya
- Scott Hill als vaandrig Hutchison
- Amina Islam als bemanningslid van de Enterprise
- Mark Major als bemanningslid van de Seleya
- Tom Morga als bemanningslid van de Seleya
- Aric Rogokos als bemanningslid van de Enterprise
- Alex Syverson als bemanningslid van de Seleya
- Ator Tamras als bemanningslid van de Enterprise

## Links en referenties
- Impulse op Memory Alpha
- (en)   Impulse in de Internet Movie Database